# エイリアンシンドローム
『エイリアンシンドローム』 (ALIEN SYNDROME) は、セガ・エンタープライゼス（現在のセガ）が開発したアクションシューティングゲーム。日本では1987年にアーケードゲームとして稼働を開始した。アーケード版の使用システム基板は「セガ・システム16」を使用している。 
セガレトロゲームの中では家庭用ゲーム機へ移植される機会が比較的多い。それらの詳細な事例については#他機種版の節を参照。 

## 概要
宇宙暦2089年を舞台に、スペースシップを占領しているエイリアンを倒して仲間を救出する事を目的とする。プレイヤーは主人公の「リッキー」と「マリー」のいずれかを操作し、トップビューで表示されたフィールド画面を移動、敵撃退のほか制限時間内に仲間も救出しなければいけない。エイリアンは当時のトレンドデザインを意識したグロテスクなキャラクター造形となっている。
開発はセガ第一研究開発部（後のセガ第1AM研究開発部）が行っており、音楽は後にアーケードゲーム『ゴールデンアックス』（1989年）を手掛ける事となる中林亨が担当している。
アーケード版が稼働を開始した同年には早くもセガの家庭用ゲーム機・セガ・マークIIIへ移植。翌年にはサンソフトによってファミリーコンピュータへも移植された。この頃、各種パソコンにも主に海外で移植版がリリースされている。（日本でもX68000へ移植の実績あり）以降の移植事例については#他機種版を参照。
2004年にはセガエイジス2500シリーズの1作としてリメイク版もリリースされている。

## ゲーム内容

### システム
8方向レバー、1ボタン（ショット）で操作する。ステージ（宇宙船）に仕掛けられた時限爆弾（制限時間150秒）が爆発する前に、捕らわれた仲間16名を救出して脱出しなければならない。各ステージの仲間を全員助けるとボス戦へ続く出口が開き、そこに待ち受けるボスを倒せばクリアとなる（最終ステージはボス戦のみ）。全7ステージでループ。
ゲームの開始時のみ主人公をリッキー、マリーのどちらにするか選択可能となっている。
ステージ内には格納庫があり、接触することで、火の玉（FB）貫通レーザー（L）やアイテムが出現する。また、一部機種では独自のアイテムが登場することもある。

### 隠しフィーチャー
- タイムが0と同時にボスを倒すと6万点ボーナススコア加算。
- 下5桁が0の時に格納庫を開けるとエクステンド（隠し1up）する。
- 10万点ジャスト時に「？」を取ってもエクステンド。ボーナススコア100点も加算。

### 日本国外版
- アーケード版の日本国外輸出用（以下「国外版」）では、ゲームシステムが微妙に異なる。
  - 出口を開くために救出する仲間の人数が10名に減少。
  - 時限爆弾爆発までの残り時間（1ステージあたりの制限時間）が短くなっている。
  - 1面と2面のボスが入れ替えられている。
  - ネームエントリーの際にBGMが追加。
  - 3面ボスステージに隠しキャラクターがいる。
  - 10万点ジャスト時にエクステンドした際、ボーナススコア100点が加算されない（連続1up可能）。

## 設定

### ストーリー
宇宙暦2089年、人口増加による土地不足を解消する目的で、人類は宇宙空間にスペースコロニーをつくって移住していた。しかし、スペースコロニーが他の惑星のエイリアンに侵略され、一部の人類がエイリアンの捕虜としてスペースシップに閉じ込められる事態となる。数隻のスペースシップはそれぞれエイリアンのボスが占領しており、他の生物の侵入を阻止していた。エイリアンの攻撃から奇跡的に免れたリッキーとマリーは、捕虜となった仲間を救出するためにエイリアンとの戦いに挑む事となった。

### ステージ構成
基本的にはアーケード版でのステージ解説。ただし、ステージ名はステージ７以外はPS2版SEGA AGES 2500シリーズ Vol.14内でのステージ開始前メッセージより。
| 面 | 内容                             | 解説 | ボス                |
| -- | -------------------------------- | --- | ------------------- |
| 1  | 貨物運搬用宇宙船 アヴァダス      | パイプで張り巡らした天井が存在するステージでスライム状の雑魚敵がさまよっている。 | アソフィー(ASOPHY)  |
| 2  | 星間航行型軍用艦 ノストリウム    | 網目の床が特徴のステージでこのステージからジェネレーターが存在しておりジェネレーターからギーガ系デザイン似の雑魚敵が出現する。また(以後の３・６ステージもそうだが。)足場にも床が存在しない部分もあるため踏み外さないように注意も必要。 | ハガー(HUGGER)      |
| 3  | 建造中ステーション クラン=クラン | ステージ自体は生物化が進んでいる様子だが、まだ元々の建造物だった名残の箇所が存在する。ステージボスを小型化したような雑魚敵が出現しており狭い足場が多い上、足場以外の敵にも注意が必要。                                                 | タカピー(TAKAPY)    |
| 4  | 開拓船団居住コロニー ネプカール  | ステージ自体は狭くジェネレータから出現する雑魚敵も素早い上対処しきれなくなる為注意が必要。 | ミノ(MINNOW)        |
| 5  | 政務指揮旗艦 ガランディア        | ガラス張りの天井が存在するステージ。床に小型のジェネレーターが多数存在する上、そこから出現する脳幹に類似した雑魚敵も素早いため確実な掃討が必要。                                                                                       | ヨコティエ(YOCOTIE) |
| 6  | 先発調査船 トロイア              | 生物化が大きく進んだステージであり、敵の攻撃が最も激しくジェネレータこそ存在はしないが壁から雑魚敵が出現することもあるため壁にも注意が必要。                                                                                           | ミネモウル(MINEMOR) |
| 7  | 母船                             | 母船の格納庫に陣取っているボス敵との戦闘。 | ミジィー            |

## 他機種版
| No. | タイトル                                                                | 発売日                      | 対応機種                                                     | 開発元                  | 発売元                  | メディア                     | 型式                                            | 備考                                                          |
| --- | ----------------------------------------------------------------------- | --------------------------- | ------------------------------------------------------------ | ----------------------- | ----------------------- | ---------------------------- | ----------------------------------------------- | ------------------------------------------------------------- |
| 1   | エイリアンシンドローム                                                  | 1987年10月18日 1988年       | セガ・マークIII                                              | サンリツ電気            | セガ                    | 2メガビットロムカセット      | G-1339 7006 MK-7006-50                          |                                                               |
| 2   | Alien Syndrome                                                          | 1988年                      | Amiga Amstrad CPC Atari ST コモドール64 ZX Spectrum          | Softek International    | Mindscape ACE           | フロッピーディスク           | -                                               | 北米ではコモドール64版のみ発売                                |
| 3   | Alien Syndrome                                                          | 1988年                      | MSX                                                          | Xortrapa Soft           | DROsoft                 | フロッピーディスク           | -                                               |                                                               |
| 4   | エイリアンシンドローム                                                  | 1988年12月2日 1989年        | ファミリーコンピュータ                                       | サンソフト サンリツ電気 | サンソフト テンゲン     | 2メガビットロムカセット      | SAN-AZ TGN-009-AS                               |                                                               |
| 5   | Alien Syndrome                                                          | 1989年                      | PC/AT互換機                                                  | セガ                    | セガ                    | フロッピーディスク           | -                                               |                                                               |
| 6   | エイリアンシンドローム                                                  | 1992年3月19日 1992年        | ゲームギア                                                   | シムス                  | シムス セガ             | 1メガビットロムカセット      | T-44037 2324                                    |                                                               |
| 7   | エイリアンシンドローム                                                  | 1992年3月25日               | X68000                                                       | 電波新聞社              | マイコンソフト          | フロッピーディスク           | -                                               |                                                               |
| 8   | セガエイジス2500シリーズ Vol.14 エイリアンシンドローム                  | 2004年7月29日               | PlayStation 2                                                | ハ・ン・ド              | スリーディー・エイジス  | CD-ROM                       | SLPM-62500                                      | リメイク版                                                    |
| 9   | Alien Syndrome                                                          | 2007年7月24日 2007年9月7日  | PlayStation Portable Wii                                     | Totally Games           | セガ                    | UMD Wii専用8センチ光ディスク | PSP: ULES-00772 Wii: RVL-RLSE RVL-P-RLSP        | リメイク版                                                    |
| 10  | Sonic's Ultimate Genesis Collection SEGA Mega Drive Ultimate Collection | 2009年2月10日 2009年2月20日 | PlayStation 3 Xbox 360                                       | Backbone Entertainment  | セガ                    | DVD-ROM                      | PS3: BLUS-30259 BLES-00475 X36: 68034 384-40210 | アーケード版の移植                                            |
| 11  | セガ3D復刻アーカイブス3 FINAL STAGE                                     | 2016年12月22日              | ニンテンドー3DS                                              | エムツー                | セガ                    | 3DSカード ダウンロード       | -                                               | アーケード版の移植 2022年12月21日ダウンロード版配信・販売終了 |
| 12  | エイリアンシンドローム                                                  | 2020年12月19日              | アストロシティミニ                                           | 瑞起                    | セガトイズ セガ（販売） | プリインストール             |                                                 | アーケード版の移植 本体に予め収録された36タイトルの1つ        |
| 13  | LOST JUDGMENT 裁かれざる記憶                                            | 2021年9月24日               | PlayStation 4 PlayStation 5 Xbox One Xbox Series X/S         | セガ第一CS研究開発部    | セガ                    | UHD BD-ROM                   | PLJM-16878（PS4版） ELJM-30067（PS5版）         | マークIII版の移植 DLCミニゲームとして収録                     |
| 14  | 龍が如く7外伝 名を消した男                                              | 2023年11月9日               | PlayStation 4 PlayStation 5 Xbox One Xbox Series X/S Windows | セガ第一CS研究開発部    | セガ                    | BD-ROM ダウンロード          | PS4 PLJM-17288 PS5 ELJM-30348                   | マークIII版の移植 ミニゲームとして収録                        |
| 15  | 龍が如く8外伝 Pirates in Hawaii                                         | INT 2025年2月21日           | PlayStation 4 PlayStation 5 Xbox One Xbox Series X/S Windows | セガ第一CS研究開発部    | セガ                    | BD-ROM ダウンロード          | -                                               | マークIII版の移植 ミニゲームとして収録                        |

セガ・マークIII版
1987年10月18日発売。FM音源（FMサウンドユニット）に対応。
ハードの制約のためにアーケード版とは大きく異なる内容となった。
具体的には2人同時プレイができなくなり（交代制で1Pがリッキー、2Pがマリーとなる）、固定画面切り替え方式への変更、武器もFB・レーザー・ショットのみ、火炎放射器 (F) 、ボム (B) 、オプション (O) がなくなり、代わりに画面内敵の一掃 (E) 、ラウンド内でのワープ (W) が追加された。また敵キャラクターも多くが新規にデザインされ、ボスキャラクターはほぼ総入れ替えされている。エイリアンの温床であるジェネレータがなくなり、弾を吐く人面床に代わっている。
捕虜は緑服1種類のみとなり、必要な救出数よりも余分に配置されている場合もある。通常画面では、スコア、プレイヤーの残り、残り救出人数の表示がなくなり、これらを見るには左ボタンを押して画面を切り替える必要がある。
ファミリーコンピュータ版
1988年12月2日にサンソフト（日本国外版はテンゲン）より発売。
アーケードの再現を重視した移植。画面スクロールや2人同時プレイなども再現されている。マップを表示している間はポーズがかかるようになっている。
ゲームギア版
1992年3月19日にシムスより発売。
設定上はアーケード版の続編という位置づけになっている。
X68000版
1992年3月25日に電波新聞社より発売。
PlayStation 2版
2004年7月29日にセガエイジス2500シリーズVol.14として発売。
3Dポリゴンにリメイクされた内容。残機+ライフゲージ制になり、敵を連続で倒すことのできるコンボシステムを実装。アーケード版とは違い、ループが廃止された（1周エンド）。
ニンテンドー3DS版
『セガ3D復刻アーカイブス3 FINAL STAGE』に収録　2016年12月22日発売。映像を裸眼立体視化した（3DS本体のスイッチで任意にOFF可）ほか、国外版でプレイ可能・プレイ中いつでもセーブ・セーブポイントからの再開が可能・ワイド画面化・難易度調整などの豊富なオプションを実装している。
製作当初はROUND1の立体視のテストから始まったが、画面は不安定で動作速度も遅かった。更にローカルプレイ時はCPU1個分の負荷が追加でかかるなど、意外にも困難の多い開発となった。追加要素としてボスの弱点を表示する機能も検討していたが、マップをビットマップで描かれた1枚を用意して立体視するも全てのパーツをまとめて立体化してしまうため、断念した。
2022年12月21日をもって、ダウンロード版『セガ3D復刻アーカイブス3 FINAL STAGE』の配信・販売が終了した。
アストロシティミニ版
セガグループの1社であるセガトイズが、2020年12月19日にリリースした「アストロシティミニ」用に収録。「アストロシティミニ」は往年のセガ製汎用アーケードゲーム用筐体「アストロシティ」を外観のモチーフとし、1980年代から1990年代中期のアーケードゲーム36作品（+おまけ1作品）がプリインストールされた「復刻系ゲーム機」である。
基本的にオリジナルを（ほぼ）そのまま収録しているが、本体の機能として「どこでもセーブ」（ステートセーブ）などプレイに便利な機能が幾つか使える。

## スタッフ
セガ・マークIII版
- 企画：Dr.HYUJIWARA、KOPHARUCON
- 企画アドバイザー：KIN
- デザイナー：KOPHARUCON
- デザイン・アシスタント：POCKY、MORISOBA
- ゲスト・デザイナー：MACO
- プログラマー：TOARUKO-ARKEL、WHITE WAVE、CHICKEN JUN
- プログラム・エディター：YOSHI YOSHI
- 音楽、効果音：NAVY（長井和彦）

ファミリーコンピュータ版
- プログラマー：おかべなおき
- デザイナー：中村鉄嗣
- サウンド・エディター：町田登
- サウンド・ドライバー：澤和雄

ゲームギア版
- グラフィック：ENJYOH（よしわらしょうじ）
- サウンド：FUMI（堀口貴史）
- プログラム：せんばすすむ、TEIOU、DIRTY
- ディレクション：さきのよしはる
- スペシャル・サンクス：YAMA-SAN、MATSU TOKUJOH、T.ASANO、DANNA（小山茂雄）、SEN-KICHI、YAS、DAIOJO、RATMAN

## 評価
アーケード版
ゲーメストムック『ザ・ベストゲーム2』（1998年）では『名作・秀作・天才的タイトル』と認定された「ザ・ベストゲーム」に選定され、同書では本作の独特な雰囲気は映画『エイリアン』（1979年）を意識した演出が施されているためであると指摘した上で、「うまくその感じを取り入れて、多くのプレイヤーをうまく引き込んだ」、「エンディングのデキはかなりよく、とても浸れる」と称賛した。その他にもエイリアンのデザインや多重スクロールする背景のパイプなどに触れた上で、「この当時ではかなり美麗なグラフィックなど完成度の高いゲームだった」と絶賛した。
ファミリーコンピュータ版
ゲーム誌『ファミコン通信』の「クロスレビュー」では合計24点（満40点）、『ファミリーコンピュータMagazine』の読者投票による「ゲーム通信簿」での評価は以下の通り16.64点（満30点）となっている。
| 項目 | キャラクタ | 音楽 | 操作性 | 熱中度 | お買得度 | オリジナリティ | 総合  |
| 得点 | 2.90       | 2.80 | 2.93   | 2.77   | 2.54     | 2.70           | 16.64 |

## 続編
ALIEN SYNDROME
海外のPlayStation PortableとWiiで発売された続編。Totally Gamesが開発し2007年6月24日に発売された。
PSP版は通信プレイ、Wii版はオフラインで4人同時プレイが可能。PSP版の操作は旧作と変わらないが、Wii版はキャラクターの操作はヌンチャクで行い、射撃はリモコンを画面に向ける操作になっている。